# Бледная правда
Бледная правда — рассказ Владимира Зазубрина (Зубцова). В рассказе описана работа советских государственных органов в первые послереволюционные годы и во время НЭПа.

## Публикации
Впервые опубликован в журнале «Сибирские огни» в № 4, 1923.
Переиздания:
- «Литературное наследство Сибири» 2-й том (Новосибирск, 1972)
- «Сибирские огни» № 11, 1989
- Общежитие: сборник (сост. Г. Арабескин). Новосибирск: Новосибирское книжное издательство, 1990. С. 92-136.
- Алтайская баллада: сборник. М: Вече, 2012. (Сибириада).

## Краткое содержание
Бывший кузнец, командир партизанского отряда коммунист Николай Аверьянов назначен комиссаром Упродкома (уездного продовольственного комитета) в крупном сибирском городе. Обстановка со снабжением очень тяжёлая, центр требует срочного улучшения снабжения. Аверьянов не готов к бумажной работе и не может справиться с ней. Поэтому назначает своим помощником Ивана Латчина, которого он когда-то спас от расстрела. Специалист Латчин перенимает делопроизводство, благодаря этому Аверьянов получает возможность реже бывать в конторе и усиленно занимается строительством складов, элеваторов, налаживанием снабжения. Постепенно они сближаются, Латчин приглашает Аверьянова в гости. Супруги Латчины уговаривают его временно переехать к ним. Аверьянов не имеет собственного жилья, и ему всё равно где жить. Однако вскоре он замечает, что Латчины «сводят» его с некоей вдовой Ползухиной. Получив жёсткий отказ на предложение жениться на ней, она обвиняет его в присвоении её собственности вместе с Латчиным. Так Аверьянов узнаёт, что Латчин, Ползухина и другие занимаются систематическими хищениями, раскрывает схему хищений и сообщает об этом в ГПУ. Расхитители во главе с Латчиным арестованы, но тот пишет заявление о том, что организатором хищений был Аверьянов. Тот тоже арестован.
Во время суда Аверьянов не вполне осознаёт происходящее. Трое судей — такие же как и он случайные люди, назначенные в суд новой революционной властью. Они не вникают в обстоятельства дела, которые перед ними пытаются раскрыть обвинители и защитники. Ход суда описан автором весьма подробно, с яркими бытовыми деталями.
Заговорщики дают показания против Аверьянова. Один из защитников, беллетрист Зуев (его прототипом, вероятно, был сам автор) приходит к выводу, что в использовавшемся судом акте экспертизы были ошибки, и что Аверьянов невиновен, однако суд признаёт его виновным и приговаривает его к расстрелу.

### Последние слова рассказа
Зуев размышляет после возвращения из зала суда:
 …Революция…
…Революция — мощный, мутный, разрушающий и творящий поток. Человек — щепка. Люди — щепки. Но разве человек-щепка — конечная цель Революции? Через человека-- щепку, через человеческую пыль, ценой отдельных щепок, иногда, может быть, и ненужных жертв, ценою человеческой пыли, к будущему прекрасному человечеству!… но что это? Я, кажется, начинают оправдывать революцию? Разве она нуждается в оправданиях? Она, рождением своим показавшая, что человек ещё жив, что у него есть будущее!..

## Критики о рассказе
В творчестве Зазубрина «Бледная правда» занимает переходное местом между его известным романом «Два мира» и опубликованным в том же году, вызвавшем большую полемику рассказом «Общежитие». В «Бледной правде» Зазубрин продолжает развивать свой метод литературной критики постреволюционной действительности. Историк сибирской литературы Владимир Яранцев рассматривает этот рассказ в контексте формирования послереволюционной сибирской литературы. По наблюдениям Яранцева, рассказ содержит прямые отсылки к произведениям Бориса Пильняка (так, есть явные параллели между героем романа Пильняка «Голый год» Ратчиным и Латчиным из «Голой правды»).
 Зазубрин вновь возвращался к теме жертвы во имя Революции… Сколько их ещё понадобится? Нужны ли они Ей вообще, если ничего не меняется? Люди они все-таки или «бараны» и «щепки»? Аверьянов поселял новые сомнения: неужто при новой власти, чем честнее, тем хуже? При НЭПе, введенном большевиками, герои не нужны — им все равно не поверят, таковыми не признают. Оправдать же их может суд не земной, а высший. Не зря Итин позже писал, что Аверьянов «гибнет как герой классической трагедии, падающий перед судьбой».
Но какая уж тут трагедия, тем более «классическая», если все дело в самом заурядном мещанстве, обывательстве, провинциализме, которые очень быстро воскресил НЭП и при котором главное — низкий материализм, деньги, еда, тряпки, остальное — идеализм. Публика скорее поверит в Аверьянова, изображенного Латчиным в его доносе, чем защитником Воскресенским. У него и фамилия-то фатальная: А-ВЕР-ьянов, то есть «тот, кому не верят», если принять первую букву за латинскую отрицательную приставку. Хотя сам он верит, и только в Революцию. Так, вольно или невольно, но в рассказе появляется тема Христа, не верующие в которого на неправедном суде кричат: «Распни его!»
По мнению Вячеслава Румянцева, Зазубрин в «Бледной правде» обращает особое внимание на проблему оправдания «революционной законности» :
 Как повесть «Щепка», так и рассказ «Бледная правда» чрезвычайно полезное чтение, полезное в первую очередь для тех нетерпеливых продолжателей «великих дел», ниспровергателей «неправедных режимов», для заводных ребят, у которых руки чешутся — пострелять бы. Пусть посмотрят на последствия гражданской войны. Не к ней ли они нас зовут? Пусть постигают безупречную логику революций, ту логику, по которой самый активный и пламенный революционер с неизбежностью оказывается на плахе. Ибо подпись председателя Губчека идет через строчку после фамилии последнего приговоренного. Тут не только следователь, а простая машинистка в силах внести корректировку списка при перепечатывании, а по сути корректировку судеб тех, кто считал себя великанами. 